# カタラウヌムの戦い

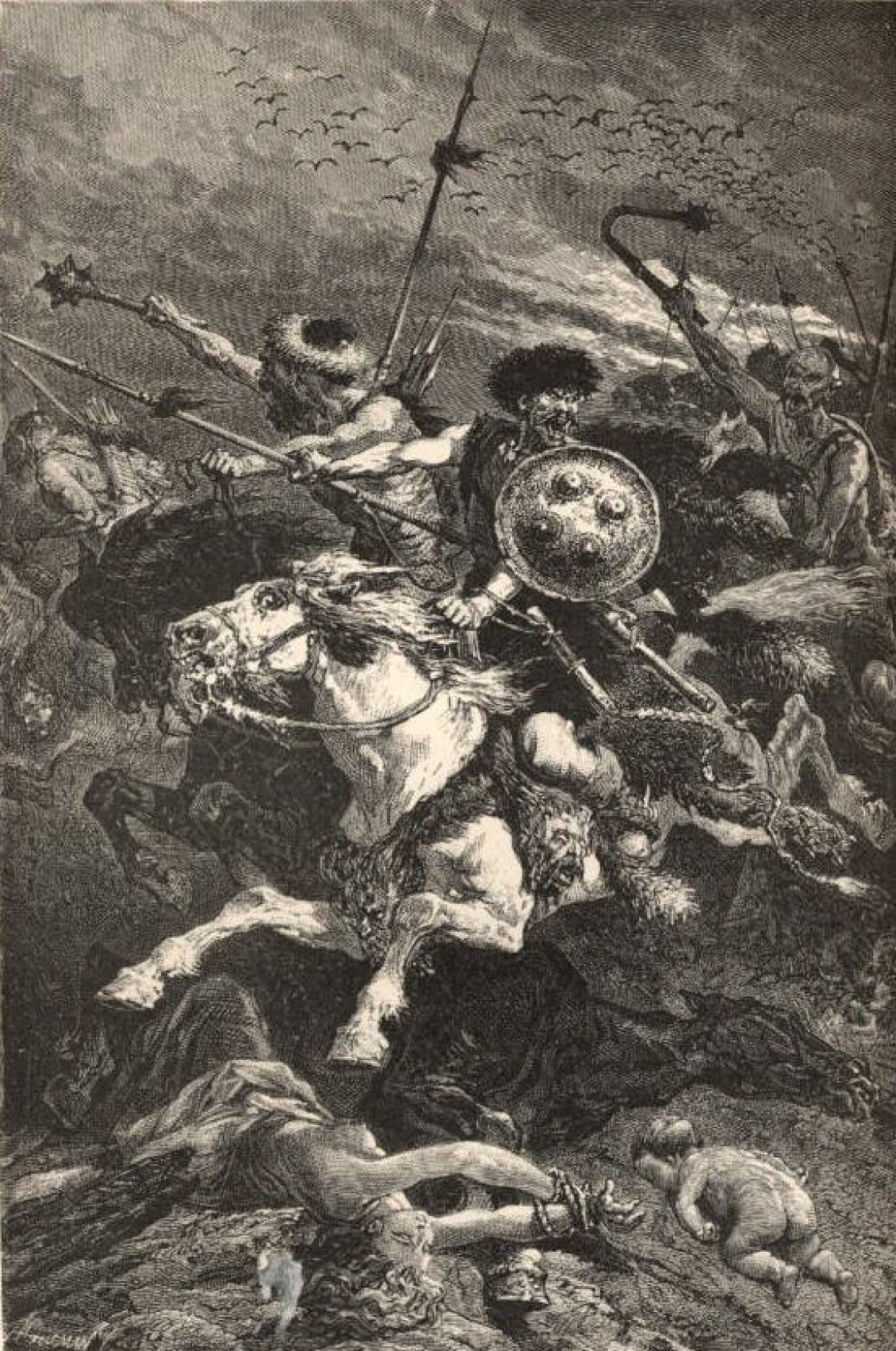
突撃するフン族の騎兵（アルフォンス・ド・ヌヴィル画）

カタラウヌムの戦い（カタラウヌムのたたかい ラテン語: Pugna Catalaunica 仏: Bataille des champs Catalauniques 独: Schlacht auf den Katalaunischen Feldern 英: Battle of the Catalaunian Plains、フランス語読みでシャロンの戦いとも、仏: bataille de Châlons 英: Battle of Châlons）は、451年6月20日、カタラウヌム平原にて行われた戦闘。
西ローマ帝国の将軍アエティウス、西ゴート族族長テオドリック1世らが率いる反フン族連合軍と、アッティラ率いるフン族とその隷下の部族らが衝突した。
この軍事作戦は西ローマ帝国が行った最後の軍事遠征の一つとされているが、このローマ帝国軍の大半を占めるのは、ローマに忠誠を誓ったフォエデラティと呼ばれるゲルマン人部隊であった。

## 概要
451年、アッティラの率いるフン族はライン川を渡り、ガリアに侵攻し、オルレアンを包囲した。西ローマ帝国の将軍アエティウスはゲルマン諸族の軍と共にこれを討ちカタラウヌムの野（今の北フランス、シャロン＝アン＝シャンパーニュ付近）で会戦した。初日の戦いでフン軍は不利と見て戦場から陣営へと撤退し，翌日西ローマ軍が追撃した時には既に本拠のハンガリー平原に向けて撤退していた．西ローマ帝国はフン族の征服を免れることができたが、フン族の勢力は維持された。
ローマ軍側も西ゴート王テオドリックが戦死する等大きな被害を受けたことで、西ローマの勢力は弱まり、ガリアへのフランク族の侵入が始まることとなった。

## 戦いまでの経緯
450年頃まで、西ローマ帝国の威光はガリア地方の隅々にまで行き届いていた。しかし、遠く離れたイタリア本土からのガリア地方の統治は徐々に廃れていくことになる。時が進むにつれて統治力は低下し、アルモリカ地方は既に名目上、西ローマ帝国の領域なだけに過ぎなかった。また同時に、西ローマ帝国内の領土をゲルマン人各部族は武力をもって占領し、結果的にフォエデラティとしてローマ側と協定を結び、各部族長の下で定住し始めるようになる。
また、ライン川北部のクサンテンからレイエ川流域に至る領域はすでにサリアン系フランク人によって非公式に占領されていた。

## 戦闘
アッティラのガリア侵攻の報を耳にした当時の西ローマ帝国軍司令官アエティウスは、イタリア本土からガリアへ自軍を急展開させた。シドニウス・アポリナリスによると、アエティウスは少数の徴集兵だけで、通常兵は一人も率いていなかったと言う。しかしこれは、『アエティウス配下の軍団の大部分はガリアに常駐していたから』とされている。アエティウスはガリアに着くや否や、テオドリック1世や西ゴート王国の緒王らに対してアッティラと戦うように説得した。

## 参戦民族
- フン族
  - 左翼
テューリンゲン族（ドイツ語版、英語版）などのゲルマン諸族
  - 中央
アッティラの率いるフン族
  - 右翼
ウァラミールの率いる東ゴート族
アルダリックの率いるゲピード族
- 西欧諸民族連合軍
  - 左翼
テオドリックの率いる西ゴート族、ブルグント族、フランク族
  - 中央
サンギバンの率いるアラン族
  - 右翼
アエティウスの率いる西ローマ帝国軍

## 名言
- 「我は第一の投槍を投ずるであろう。我に続くことを拒むものはただ死あるのみ」（アッティラが味方を鼓舞する際に言った言葉）